# 4189 Sayany
4189 Sayany (1979 SV9) là một tiểu hành tinh vành đai chính được phát hiện ngày 22 tháng 9 năm 1979 bởi N. S. Chernykh ở Nauchnyj.